# Miguel Anabalón
Miguel Patricio Anabalón Tudela (n. La Pintana, Región Metropolitana, Chile, 2 de enero de 1988) es un ex-futbolista chileno que jugaba de volante de contención.

## Trayectoria
Formado en las inferiores de Audax Italiano, equipo al que arribó a los 15 años proveniente de un equipo de su comuna. En el 2008 formó parte de Deportes Valdivia, año en que el "Torreón" destacó en Copa Chile, y en la fase regular del torneo de la Tercera A. El año 2009 llegó a San Antonio Unido. Al siguiente año se integró a Jugendland de Peñaflor, equipo de la Tercera B. A comienzos de 2011 aceptó la oferta de formar parte de Provincial Osorno.
Al jugador le habrían llegado ofertas en el año 2012 desde Europa, específicamente Real Madrid e Inter de Milán deseaban los servicios del jugador. Las ofertas rondaban cerca de los 80 millones de Euros. Finalmente Anabalón decide quedarse en Chile por el cariño de su familia y de los fanáticos de Judgeland.

Actualmente se encuentra ejerciendo como árbitro en el fútbol Anfa de Llanquihue y siendo instructor en una escuela de fútbol para adultos en Puerto Montt.
Y vende camisetas personalizadas en su tienda PROSPORTS.

## Clubes
| Club              | País  | Año       |                       |      |
| ----------------- | ----- | --------- | --------------------- | ---- |
| Audax Italiano    | Chile | 2008      |                       |      |
| Deportes Valdivia | Chile | 2008      |                       |      |
| San Antonio Unido | Chile | 2009      |                       |      |
| Jugendland        | Chile | 2010      |                       |      |
| Provincial Osorno | Chile | 2011-2012 | Deportes Puerto Montt | 2013 |
| Lota Schwager     | Chile | 2013-2014 |                       |      |

|-
|Liverpool
|2014-2018
|}